# 音とリズムと笑顔のつどい
音とリズムと笑顔のつどい（おおとリズムとえがおのつどい）は、北海道苫小牧市で開催される音楽イベントである。

## 概要
幼児から大人まで参加する音楽イベント。入場は無料で、ダンスやリトミック、バンド演奏など多技に渡る。
また、ワークショップや手作り雑貨店などもオープンスペースで開催されている。

## 開催日時
第1回
2018年3月11日（日）
場所：苫小牧ダンデライオン
第2回
2019年3月10日（日）
場所：苫小牧日吉体育館
第3回
2019年10月6日（日）
場所：苫小牧日吉体育館

## 主な出演者
- 高見このは
- 月がきれい
- なづき
- 苫小牧商業高等学校　軽音楽部
- 苫小牧南高等学校　軽音楽部
- とまチョップ[2]

## 主なワークショップ
『 カクテルジュースを作ろう 』
『 バルーンリュックを作ろう』
『  消しはんスタンプdeオリジナルガーゼハンカチ作り』
『森のカケラ クラフト』